# На Галла
«На Галла» (лат. De Gallo) — условное название стихотворения римского поэта Гая Валерия Катулла, включённого в состав посмертного сборника («Книги Катулла Веронского») под номером 78. Автор здесь рассказывает, ни к кому не обращаясь, о некоем Галле (в других источниках не упоминается), который подталкивает племянника вступить в связь с тёткой. По словам Катулла, Галл показывает таким образом свою глупость, так как племянник может и его самого сделать рогоносцем.
В рукописи «Книги Катулла Веронского» к этому стихотворению примыкают ещё четыре строки, явно взятые из какого-то другого произведения.